# ブロンクス・パーク・イースト駅
ブロンクス・パーク・イースト駅（英語: Bronx Park East）はニューヨーク市地下鉄IRTホワイト・プレーンズ・ロード線の駅である。ブロンクス区ヴァン・ネストとペラム・パークウェイに跨がるサガモア・アベニューとバーチャル・ストリートの交差点に位置し、2系統が終日、5系統がラッシュ時混雑方向のみ停車する。

## 駅構造
| P ホーム階 | 相対式ホーム、右側扉が開く | 相対式ホーム、右側扉が開く |
| P ホーム階 | 南行緩行線                 | ← フラットブッシュ・アベニュー-ブルックリン・カレッジ駅行き（東180丁目駅） ← 朝ラッシュ時：フラットブッシュ・アベニュー-ブルックリン・カレッジ駅行き（東180丁目駅） |
| P ホーム階 | 混雑方向急行線             | → 定期列車なし |
| P ホーム階 | 北行緩行線                 | → ウェイクフィールド-241丁目駅行き（ペラム・パークウェイ駅）→ 夕ラッシュ時：ネレイド・アベニュー駅行き（ペラム・パークウェイ駅）→                                   |
| P ホーム階 | 相対式ホーム、右側扉が開く | |
| M          | 改札階                     | 改札口、駅員詰所、メトロカード自動券売機 |
| G          | 地上階                     | 出入口 |

駅は1917年3月3日のIRTホワイト・プレーンズ・ロード線177丁目駅（現：ウェスト・ファームズ・スクエア-イースト・トレモント・アベニュー駅）- 東219丁目駅（現：219丁目駅）間の延伸開業と同時に開業した。相対式ホーム2面と緩行線2線・急行線1線を有した2面3線の高架駅で、急行線を走る定期列車はない。
駅の南側ではIRTダイアー・アベニュー線が合流するため、駅ホーム南端からは東側にダイアー・アベニュー線の線路を望むことができる。次の東180丁目駅との間には東側にユニオンポート車両基地が、西側に東180丁目車両基地が位置している。
駅には2006年にカンジダ・アルバレスにより製作されたアートワーク『B is for Birds in the Bronx』が設置されている。

### 出口
出口は駅の中央に位置しており、サガモア・アベニューとバーチャル・ストリートの交差点北東・北西・南東の3箇所に1つずつ階段が接続している。